# Chov medvěda ledního v zajetí

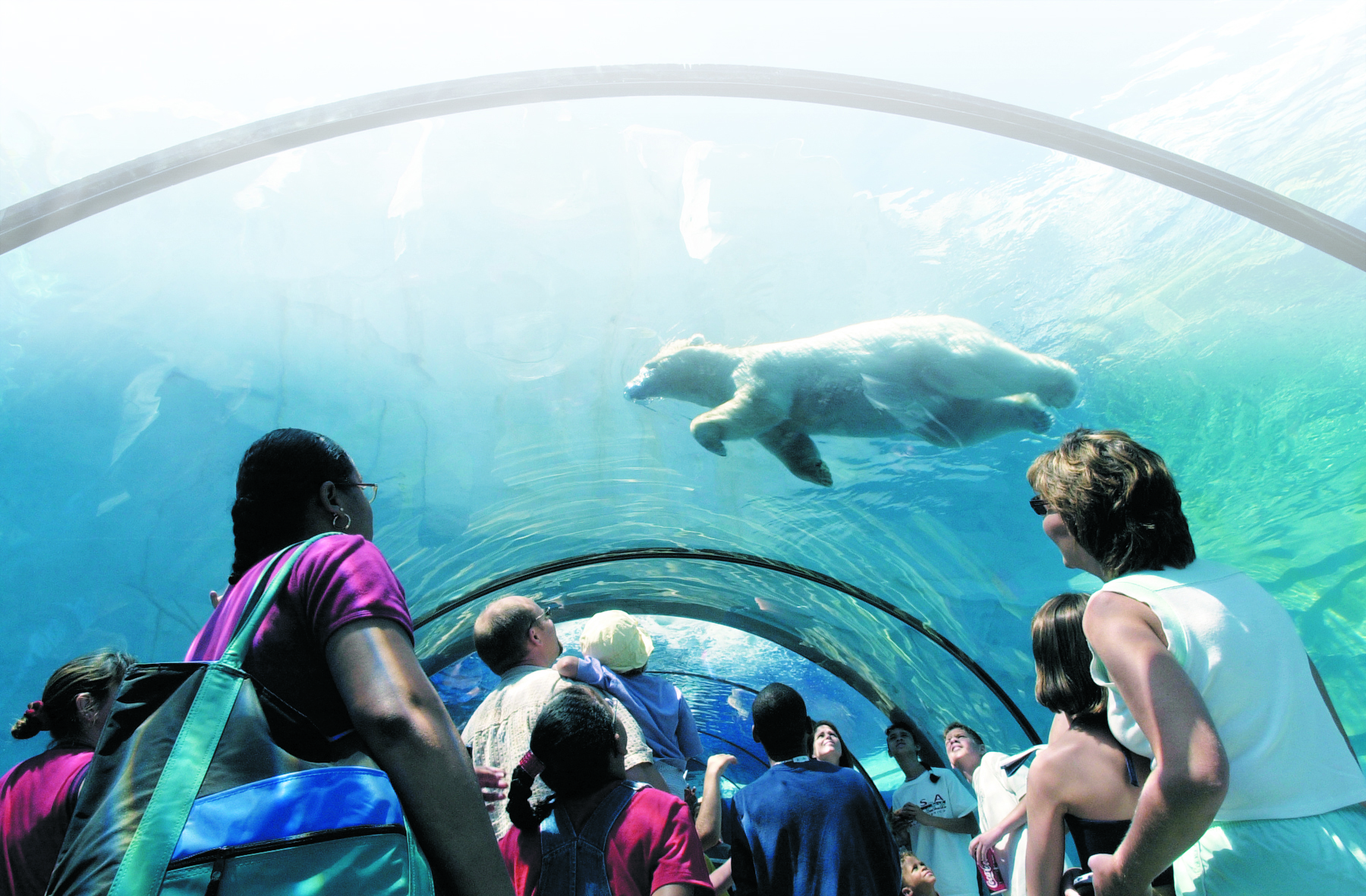
Medvěd lední v detroitské zoo

V lidské péči se medvěd lední ocitl již ve starověku, neboť se díky své vzácnosti a sněhově bílé srsti stal velkou atrakcí. Když cestovatelé pronikli do Arktidy, byl lední medvěd vyhledávanou odměnou pro panovníky a lovci kvůli nim riskovali své životy.

## Historie
Vůbec prvního medvěda ledního v zajetí vlastnil egyptský panovník Ptolemaios II. Filadelfos, který měl svou soukromou „zoo“ v Alexandrii (285–246 př. n. l.). Také Římané pravděpodobně chovali tyto šelmy. Prvním evropským králem chovajícím medvědy lední byl Harald I. Krásnovlasý z Norska. Jistý lovec mu v roce 880 n. l. daroval matku s mláďaty a král Harald byl medvědy natolik ohromen, že jej odměnil obrovskou lodí plnou dřeva. V rozkvétajících středověkých královstvích Norska, Dánska, Anglie, Německa či Damašku byli princové ochotni zaplatit velké sumy za to, aby se mohli chlubit chycenou obávanou šelmou. Londýnský Tower získal ledního medvěda v roce 1252 za krále Jindřicha III. V roce 1609 získal skotský, anglický a irský král Jakub I. Stuart dvě lední medvíďata od anglického námořníka Jonase Poola, který se jich zmocnil během cesty na Špicberky. Na konci 17. století choval pruský král Fridrich I. lední medvědy ve zvěřinci spolu s dalšími divokými zvířaty, a nechal jim odstranit drápy a špičáky, aby mohli svádět falešné souboje. Kolem roku 1726 darovala ruská královna Kateřina I. dva lední medvědy polskému králi Augustovi II., který si je přál do své sbírky zvířat.
Později byli lední medvědi vystavováni veřejnosti v chovatelských zařízeních (či už zoologických zahradách) a cirkusech. Na počátku 19. století byl tento druh vystavován na londýnské „burze“ Exeter Exchange a ve zvěřincích ve Vídni a Paříži. Do německé Zoo Berlín dorazil první medvěd lední v roce 1845, pouhý rok od otevření zoologické zahrady. První zoologickou zahradou v Severní Americe, která chovala ledního medvěda, se stala v roce 1859 zoo ve Filadelfii. Plemenná kniha existuje od roku 1876. Celosvětově první úspěšný odchov mláděte v zajetí se podařil v roce 1942 v Zoo Praha. Jednalo se o samici, která dostala jméno Ilun (později Sněhulka).
S odlišným přístupem k expozicím s ledními medvědy přišel německý obchodník s exotickými zvířaty Carl Hagenbeck, který nahradil klece a jámy zařízením, jež se podobalo přirozenému prostředí zvířat. V roce 1907 odhalil v zoologické zahradě Tierpark Hagenbeck v Hamburku složitou panoramatickou stavbu, která se skládala z exponátů z umělého sněhu a ledu oddělených příkopy. Na každé ploše byla vystavena různá polární zvířata, která vytvářela iluzi, že žijí pohromadě. Od roku 1975 byla v mnichovské Zoo Hellabrunn umístěna expozice ledních medvědů, která se skládala z prosklené bariéry, betonových bloků imitujících ledové kry, velkého bazénu a domku pro chovatele. Uvnitř domku se nacházela porodnice a místnosti pro personál, kde se skladovaly a připravovaly potraviny. Podobné, naturalistické a osvětu šířící expozice, byly otevřeny na počátku 21. století, například v detroitské zoologické zahradě nebo v zoologické zahradě v Ontariu. Mnoho zoologických zahrad v Evropě a Severní Americe však přestalo lední medvědy chovat kvůli vyžadujícímu prostoru a nákladům na složité expozice. V Severní Americe dosáhla populace ledních medvědů v zoologických zahradách svého vrcholu v roce 1975 s 229 zvířaty a počínaje 21. stoletím klesla.
V roce 2006 díky mezinárodní organizaci EAZA vznikl Evropský chovný program (EEP) pro medvědy lední, který si klade za cíl vzdělávat veřejnost a šířit osvětu zejména ohledně vlivu klimatických změn, podporovat a financovat výzkumy divoké populace medvědů zabývající se jejich ochranou, a v neposlední řadě udržovat geneticky stabilní a behaviorálně kompetentní populaci v zajetí, která by mohla v budoucnu posloužit jako záložní v případě nutnosti reintrodukce.

### V cirkusu

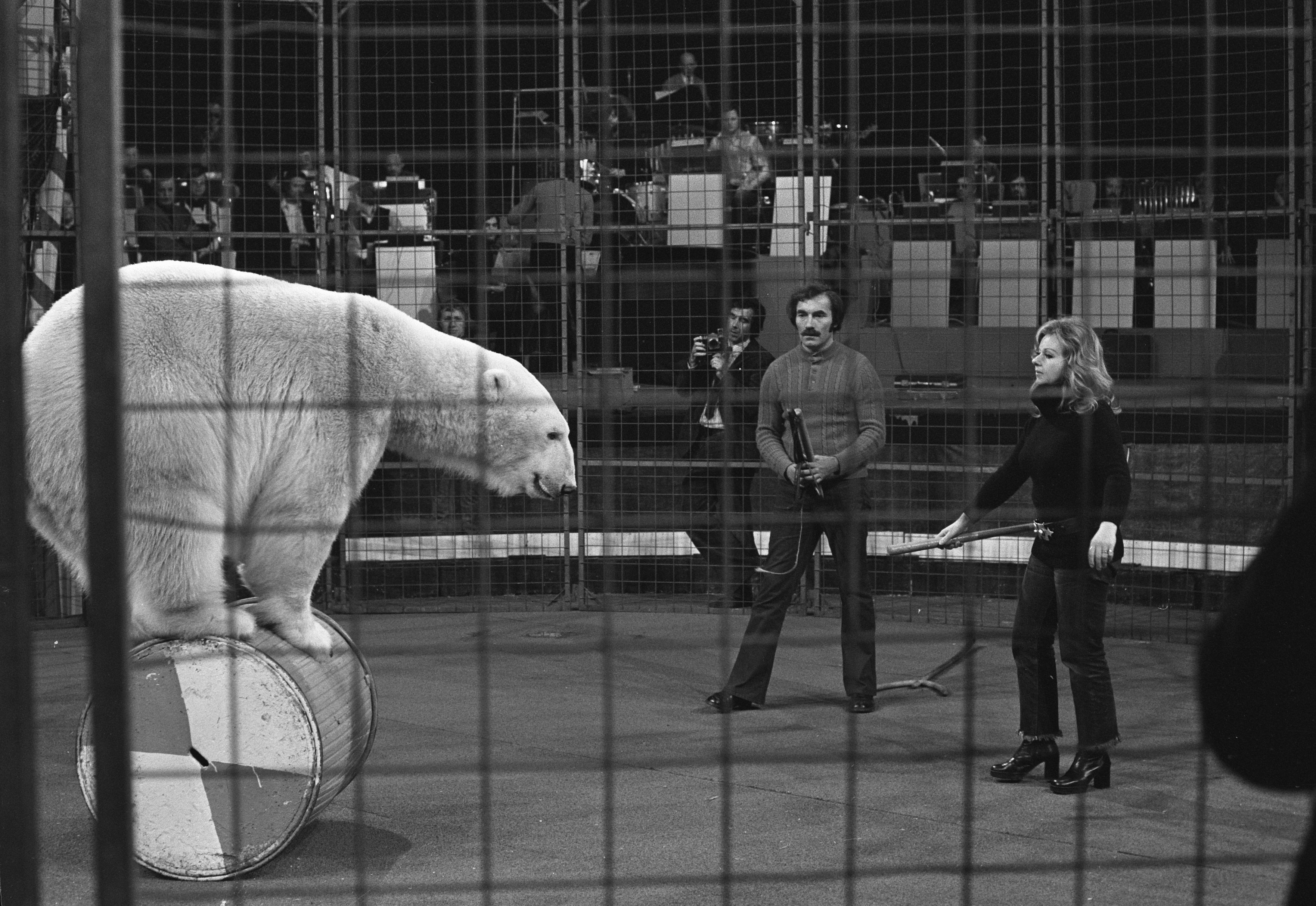
Medvěd lední během představení v Nizozemsku v roce 1973

Cirkusy pomohly změnit obraz ledního medvěda z obávaného monstra na krotké či až komické. Představení s ledními medvědy uvedl v roce 1888 Circus Krone v Německu a později v roce 1904 Bostockův a Wombwellův zvěřinec v Anglii. Ředitel cirkusu Wilhelm Hagenbeck, synovec slavného krotitele medvědů Carla Hagenbecka, vycvičil více než 70 ledních medvědů a bavil svými vystoupeními obrovské davy lidí. Hagenbeck vybavený pouze bičem a dřevěnou holí vodil své hrůzu nahánějící svěřence v kruhu, nebo je dokázal přinutit k tomu, aby sklouzli do velké nádrže skluzavkou. Začal s nimi vystupovat v roce 1908 a jeho představení v londýnském hipodromu, v budově na rohu Cranbourn Street a Charing Cross Road v městě Westminster, se setkalo s mimořádným ohlasem. V 50. a 60. letech 20. století dodávaly krotitelskému umění na půvabu odvážné a okázalé krotitelky. Jednou z nejslavnějších cvičitelek ledních medvědů druhé poloviny dvacátého století byla východoněmecká Ursula Böttcherová, jejíž drobná postava kontrastovala s postavou velkých medvědů. Další, Lilo Schäferová z Mnichova, oblečená jako ledová princezna v modré kožešině a v bílém saténu, s naprostým klidem vkročila do klece plné medvědů ledních, aby z ní posléze před zraky diváků opět vystoupila.
V současnosti nahlížejí ochránci zvířat na krotitele zvířat se skepsí.

## V moderních institucích a stav populace
K roku 2022 žilo v zajetí po celém světě nejméně 300 medvědů ledních ve 152 zoologických zahradách a jiných zařízeních, a to hlavně v Severní Americe, Evropě a Asii. V Evropě se nacházelo nejméně 150 jedinců v 55 zoologických zahradách a minimálně jednom cirkusu, v USA a Kanadě 61 jedinců v 26 institucích. V průběhu tohoto roku se narodilo celkem 16 medvíďat v Evropě, tři v Severní Americe.
Podle německé databáze druhů chovaných v zajetí byli v Evropě a Rusku k září 2023 chováni dohromady přibližně v pěti desítkách zoo (52), nejvíce v Rusku (14 zoo) a Německu (10 zoo).

V Česku k roku 2023 chová lední medvědy Zoo Brno a Zoo Praha, a obě se proslavily úspěšnými odchovy. V minulosti je chovaly i další české zoo: Zoo Děčín, Zoo Dvůr Králové, Zoo Liberec, Zoo Ostrava, Zoo Plzeň a Zoo Zlín.
Na Slovensku byli v minulosti chováni v Zoo Bojnice (do roku 1992, kdy byl do zahraničí exportován poslední medvěd, samice Linda). V sedmdesátých letech a přechodně pak v novému miléniu i v Zoo Bratislava.

## Náročnost chovu
Odchov ledních medvědů v zajetí je mimořádné složitý a má nízkou úspěšnost. Obtížnost je dána vysokou mortalitou mláďat během dne porodu (pravděpodobnost, že mláďata zahynou těsně po narození, je až 53,4%). Údaje o měnící se početnosti medvědů ledních v zoologických zahradách mezi lety 1980 až 2011 ukázaly, že úspěšnost odchovů se pohybovala v rozmezí od 20 do 35 %, výjimečně překročila 50 % a pouze dvakrát dosáhla 75 % (v období od roku 2003 do roku 2007). Po roce 2011 úspěšnost odchovu znovu klesla pod 40 %. Dále světové statistiky uvádějí, že se alespoň jednoho roku dožilo méně než 8 % mláďat. Samice se často odmítá o mláďata starat, nebo je sama usmrtí. Další velkou komplikací, když mládě přežije, je umělé dokrmování. Mléko ledních medvědů se složením naprosto zásadně liší od mléka kravského a dalších kopytníků. Plnohodnotná náhrada medvědího mléka je v podmínkách zoo velice problematická. V zoologických zahradách, co se reprodukce týče, medvědi bývají nejúspěšnější ve věku 9–11 let. Nejstarším zdokumentovaným jedincům, kteří se úspěšné rozmnožovali, bylo 26 let.

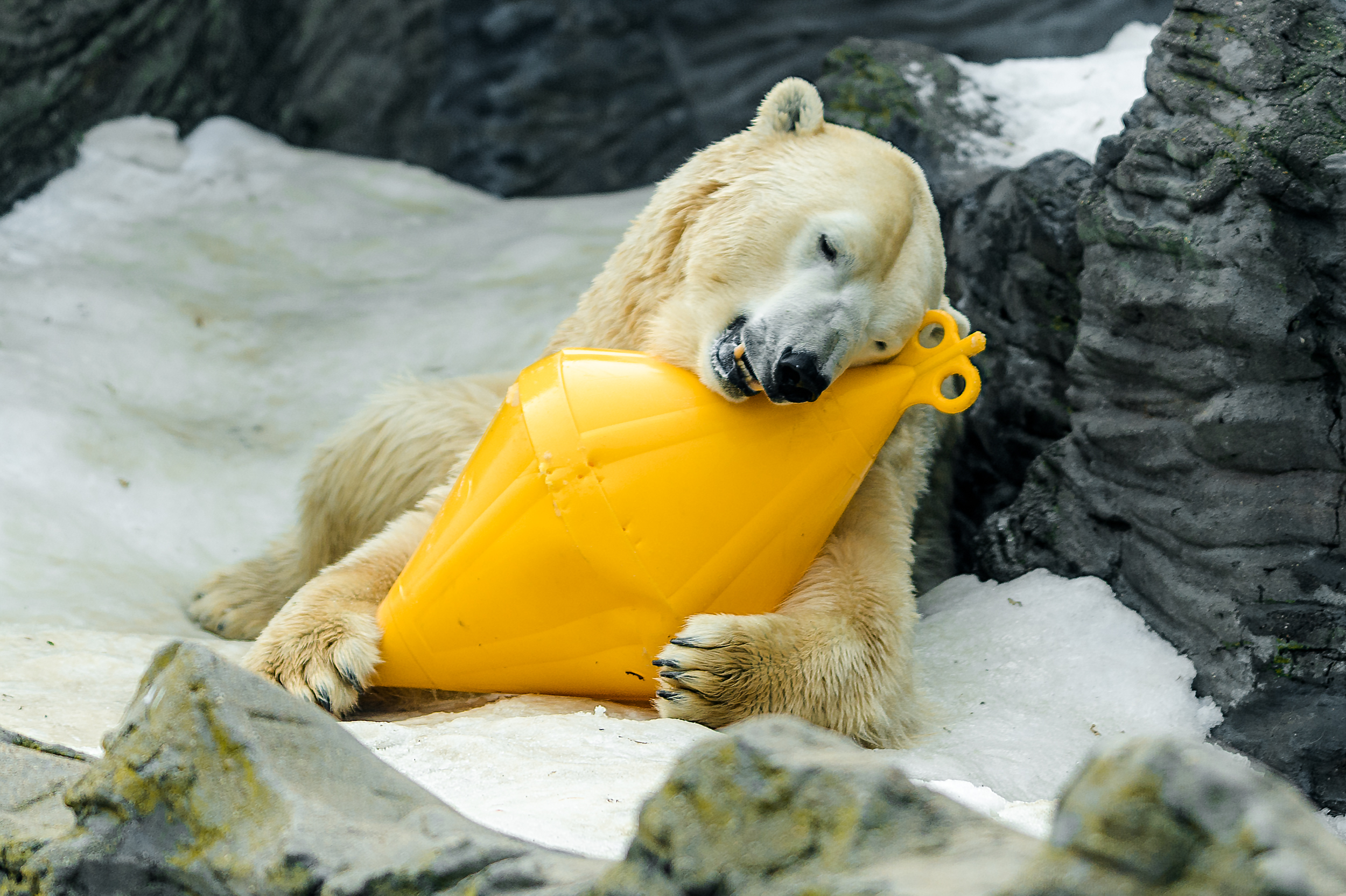
Enrichment medvěda ledního v Zoo Praha

Medvědi lední, zvyklí na chladné arktické prostředí, vyžadují speciální péči i co se výběhu týče. Velmi důležitý je pro ně přístup k bazénu se studenou vodou. Dále je jim poskytován umělý sníh, ledovač, ze kterého padají kusy ledu, nebo speciální zmrzlina (kousky potravy v kostce ledu).  Březí samice mají k dispozici uměle vytvořené, zastřešené a po vzoru z přírody dostatečně velké brlohy či porodní boxy bez speciálního vyhřívání (nebo jen s minimálním), aby se co nejvíce napodobily přirozené podmínky zvířete.
V singapurské zoo v roce 2004 dva lední medvědi zčásti zezelenali, zřejmě kvůli teplému a vlhkému singapurskému podnebí a v důsledku růstu řas v jejich srsti, které prorůstaly do dutých chloupků. Podobný případ se udál již v roce 1979 v americké zoo v San Diegu. Od řas byli medvědi očištěni peroxidem vodíku či solným roztokem.
Medvědi lední chovaní v zajetí začnou často vykonávat stereotypní pohyby, obvykle takové, že chodí stále dokola „sem a tam“, nebo neustále plavou v bazénu. Aby se omezilo stereotypní chování, poskytují zoologové medvědům různé předměty (tzv. enrichmenty), díky kterým zvýší a zároveň změní svou aktivitu a rozvíjejí si tak fyzické a duševní zdraví.

## Populární medvědi
Několik ledních medvědů žijících v zajetí získalo koncem 20. a počátkem 21. století status celebrity, zejména samec Knut a samice Flocke („Vločka“) z německých zoologických zahrad, kteří byli odmítnuti svou matkou a dostali se tak do péče ošetřovatelů. Medvěd Binky z aljašské zoo v Anchorage na sebe upozornil tím, že v průběhu jednoho roku napadl dva návštěvníky, když úmyslně přelezli bezpečností bariéry a ocitli se tak v jeho výběhu.